# Hemigrammus rodwayi
Hemigrammus rodwayi és una espècie de peix de la família dels caràcids i de l'ordre dels caraciformes.

## Morfologia
- Els mascles poden assolir 5,3 cm de llargària total.[2]

## Reproducció
La seua reproducció en captivitat no presenta cap problema.

## Hàbitat
Viu a àrees de clima tropical entre 24 °C i 28 °C de temperatura.

## Distribució geogràfica
Es troba a Sud-amèrica: rius de la Guaiana, Surinam, la Guaiana Francesa i conca del riu Amazones.

## Longevitat
Pot arribar a viure 4 anys.

## Observacions
És vulnerable a un trematode paràsit que li provoca una reacció cutània característica.